# Sveti Vrh
Sveti Vrh – wieś w Słowenii, w gminie Mokronog-Trebelno. W 2018 roku liczyła 119 mieszkańców.